# Apsis (architectuur)

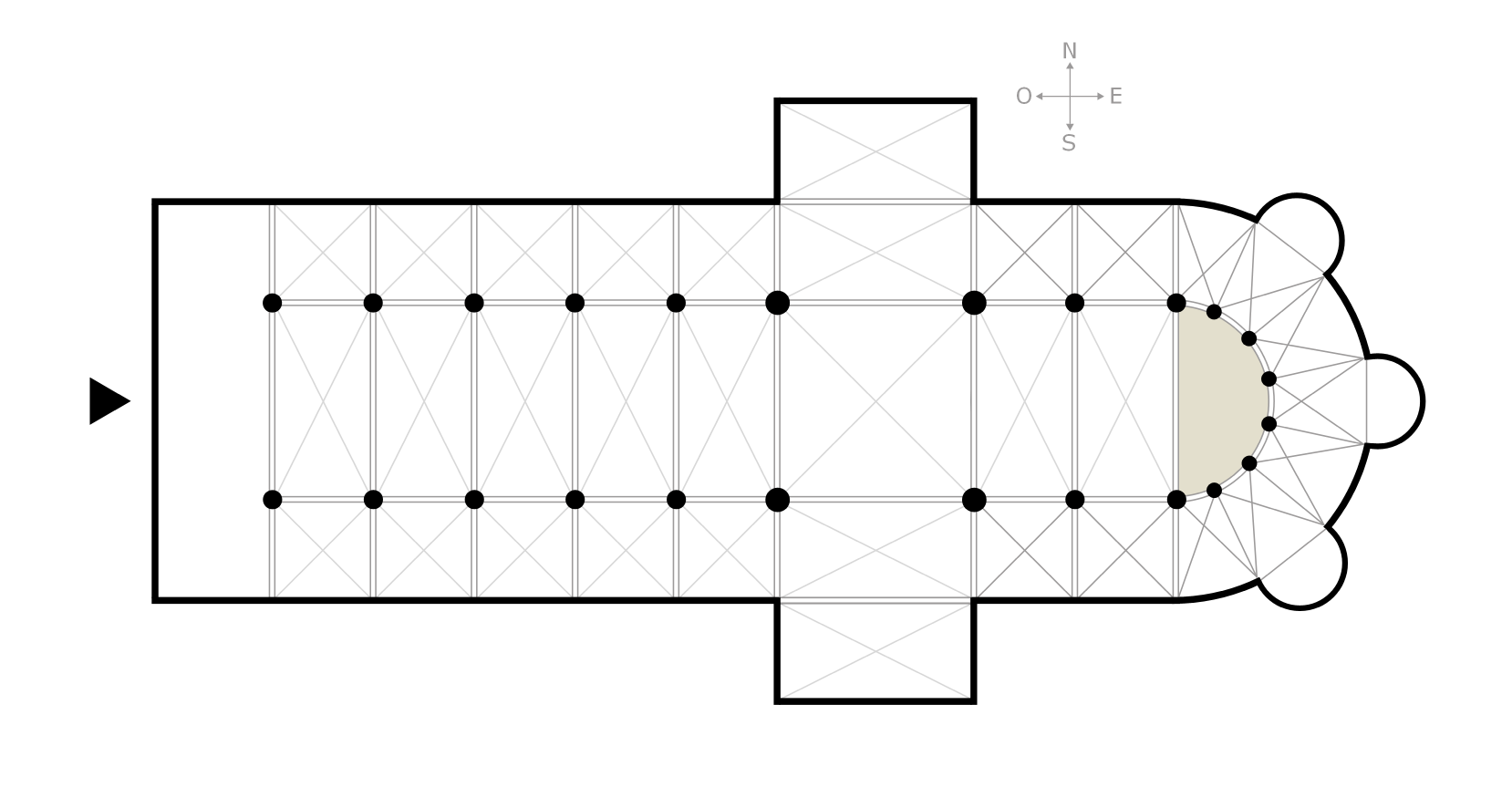
apsis van een kruiskerk

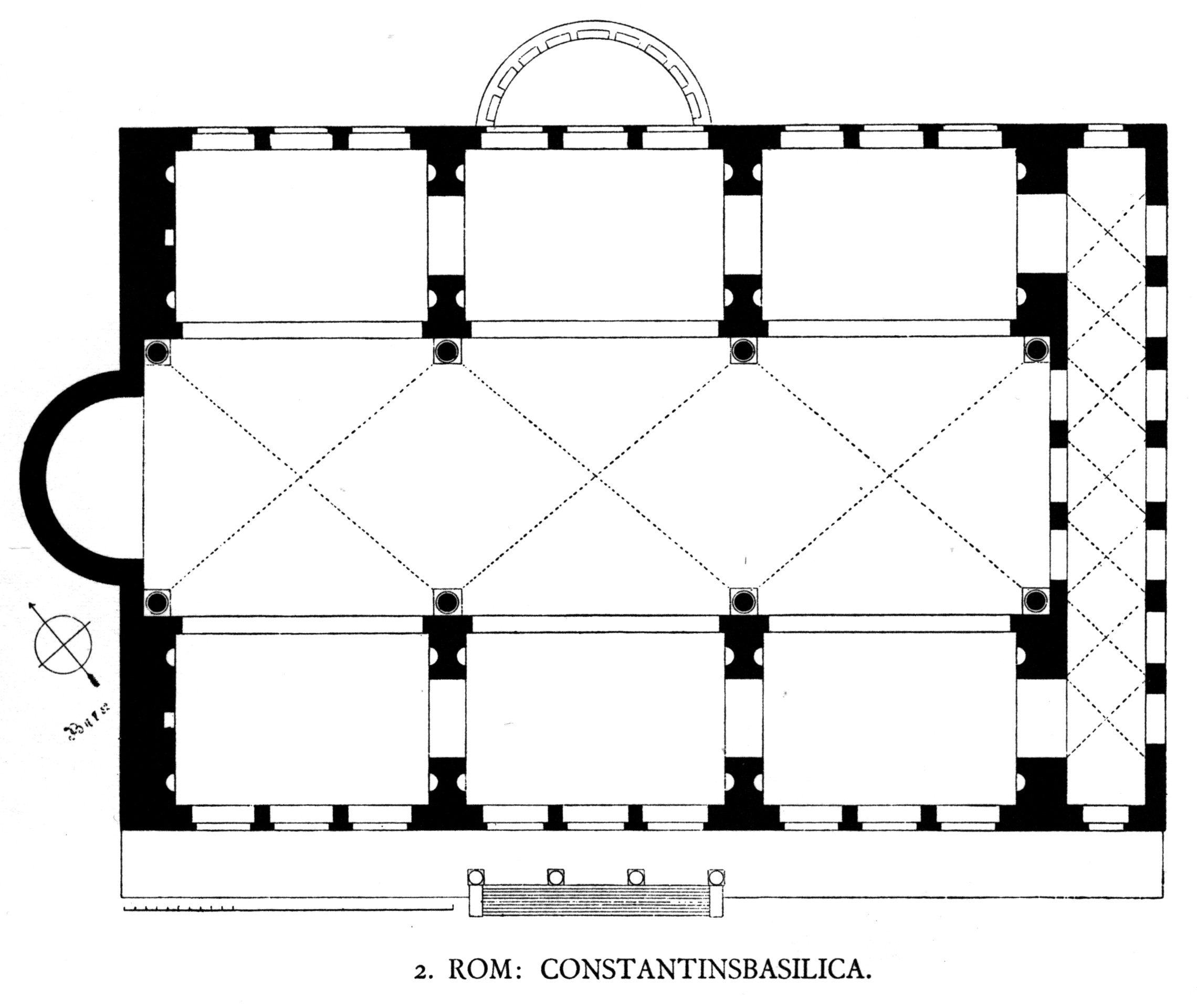
Basilica van Maxentius in Rome met links een absis

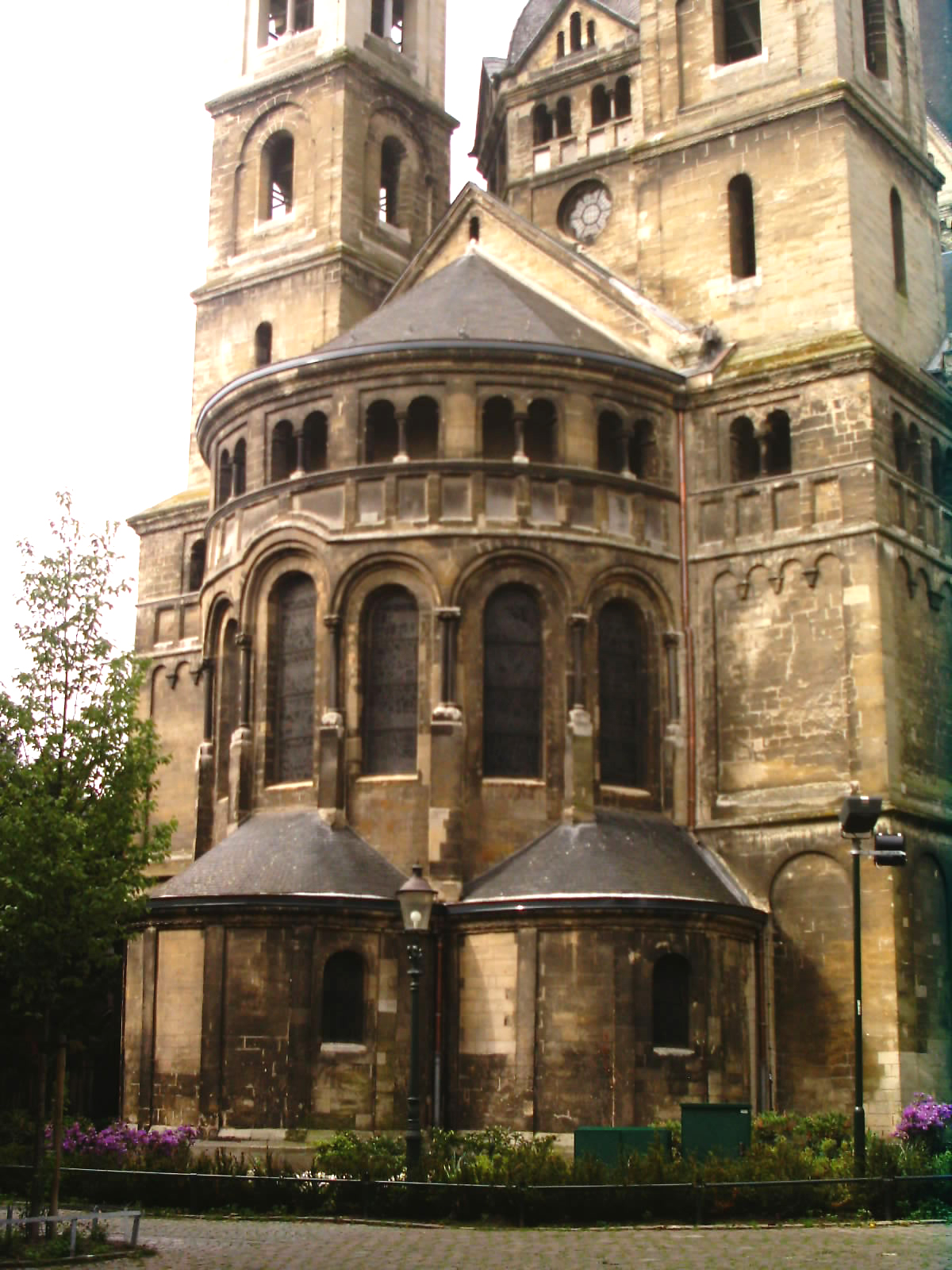
Munsterkerk in Roermond. Apsis met straalkapellen en dwerggalerij

Een apsis, abside of absidiool is een halfronde, of veelhoekige, nisvormige ruimte aan een basilica, kerk, kathedraal of tempel.
Tempels waren in de prehistorie vaak een samenstelling van absiden. Meestal bevond zich het altaar in een dergelijke omgang.
De apsis was in de Romeinse tijd de plek in een basilica waar een bestuurder of rechter zat. Basilica's hadden een publieke functie als regeringsgebouw of als rechtsgebouw. Een voorbeeld van een dergelijke basilica is de Basilica van Constantijn in de Duitse stad Trier. Keizer Constantijn de Grote van het Romeinse Rijk, de eerste christelijke keizer, liet in de vierde eeuw de eerste kerkgebouwen met een apsis bouwen. De apsis, de plek waar eerst de rechter of bestuurder zat, werd de plek voor de bisschop of de priester.
De apsis werd later gebruikt om het koor af te sluiten, zodat er meer ruimte was en de priesters en monniken zich naast het altaar konden opstellen om te zingen. Het hoofdaltaar werd ook verplaatst van de kruising naar de apsis. Apsis wordt vooral gebruikt in het kader van de romaanse stijl, bij de gotiek wordt vaak van een koorsluiting gesproken.
Bij veel kerken is de apsis niet duidelijk te onderscheiden van het koor, doordat de hoogte van de apsis er gelijk is aan de hoogte van het koor. Bij een groot deel van de kerken is echter de hoogte van de apsis lager dan die van het koor, waardoor de apsis aan de buitenkant wel duidelijk van het koor te onderscheiden is.
Daarnaast kan een apsis ook tegen een zijbeuk of een transeptarm worden gebouwd als sluiting van een kapel. Aan de achterzijde zijn in dit geval drie apsiden naast elkaar te zien. De kerk van St. Maria in Gengenbach in Duitsland heeft zelfs vijf apsiden, een afsluiting van het koor, twee afsluitingen van de zijbeuken en twee afsluitingen aan de transeptarmen.